# 愛なき世代
「愛なき世代」（あいなきせだい）は、南沙織通算26枚目のシングル。1978年5月21日発売。発売元はCBS・ソニー。

## 解説
作曲者である木戸一成がいたグループ「NOVA」が、1978年1月に発売した「ときめき季節風」のB面のカバーである。
1976年の「哀しい妖精」（1976.9.1）以来、2年ぶりとなる松本隆が作詞を担当した。
と言っても、南沙織のために作詞したわけではない。
曲の歌いだしがいきなりサビのメロディで始まる楽曲は「人恋しくて」（1975.8.1）以来であった。

## 収録曲
1. 愛なき世代（4:33）
  - 作詞: 松本隆、作曲: 木戸一成、編曲: 川村栄二
2. 九月のエピソード（3:53）
  - 作詞: 竜真知子、作曲・編曲: 馬飼野康二

## 収録作品（LP・CD）
- 愛なき世代

THE BEST / 南沙織 -1978年6月版-
THE BEST / 南沙織 -1978年11月版-
THE BEST / 南沙織 -1979年6月版-
THE BEST / 南沙織 -1979年11月版-
南沙織ベスト Recall 〜28 SINGLES SAORI + 1〜
Cynthia Memories
GOLDEN J-POP/THE BEST 南沙織
CYNTHIA ANTHOLOGY
南沙織 THE BEST 〜 Cynthia-ly
ドーナツ盤型12cmCDコレクション
Cynthia Premium
GOLDEN☆BEST 南沙織 コンプリート・シングルコレクション
ゴールデン☆アイドル 南沙織
CYNTHIA ALIVE
- 愛なき世代 -Album Version-

I've been mellow
Cynthia Premium
- 九月のエピソード

THE BEST / 南沙織 -1979年11月版-
Cynthia Memories
CYNTHIA ANTHOLOGY
ドーナツ盤型12cmCDコレクション
Cynthia Premium
ゴールデン☆アイドル 南沙織
CYNTHIA ALIVE
- 九月のエピソード -Album Version-

I've been mellow
Cynthia Premium